# Грибовский, Александр Прокофьевич
Александр Прокофьевич Грибовский (9 мая 1918, Петроград — 19 марта 1945, Балтийское море у побережья Восточной Пруссии) — советский воздушный стрелок-радист минно-торпедной авиации Военно-морского флота, участник Великой Отечественной войны, Герой Российской Федерации (23.02.1998, посмертно). Гвардии старшина (13.06.1943).

## Биография
Родился 9 мая 1918 года в Петрограде в семье рабочих. Русский. Окончил 8 классов школы и вечерний рабфак при Химико-технологическом институте имени Ленсовета. До призыва работал слесарем на заводе № 4 им. Калинина. Одновременно с работой учился в Центральном Ленинградском аэроклубе.
В ноябре 1938 года призван на военную службу Василеостровским районным военкоматом города Ленинграда. Был направлен курсантом в Объединённую школу младших авиационных специалистов ВВС Балтийского флота, которую окончил в августе 1939 года. Затем проходил службу в авиационных частях Краснознамённого Балтийского флота: воздушный стрелок-радист 57-го скоростного бомбардировочного авиационного полка, с марта 1940 года — воздушный стрелок-радист 20-й отдельной авиационной эскадрильи 10-й авиационной бригады ВВС Балтийского флота.
Участвовал в советско-финской войне 1939—1940 годов.
Начало Великой Отечественной войны встретил в той же эскадрилье, а в июле 1941 года назначен воздушным стрелком-радистом в 73-й смешанный авиационный полк ВВС Балтийского флота. С сентября 1941 года воевал в 57-м скоростном бомбардировочном авиационном полку. Участвовал в боях с первых дней войны. 26 августа 1941 года в воздушном бою сбил немецкий истребитель Ме-109.
В феврале 1942 года переведён старшим воздушным стрелком-радистом в 1-й гвардейский минно-торпедный авиационный полк в котором воевал до последнего дня. С декабря 1943 года исполнял должность начальника связи эскадрильи. Участвовал в Прибалтийской оборонительной операции и в обороне Ленинграда, в прорыве блокады Ленинграда, в Ленинградско-Новгородской, Прибалтийской и Восточно-Прусской наступательных операциях. Многократно летал на бомбардировку военно-морских баз, железнодорожных станций и аэродромов Хельсинки, Таллин, Псков, Красногвардейск, Котка и другие. Выполнял спецзадания разведотдела штаба КБФ, вылетал на постановку дымовых завес и минных заграждений. Участвовал в уничтожении вражеского десанта на остров Сухо в Ладожском озере в 1942 году.
Летая в составе экипажа капитана Победкина, потопил два транспорта противника: 9 октября 1943 года во время торпедного удара по транспорту противника водоизмещением 3000 тонн Грибовский сам, стреляя из пулемёта, одновременно правильно ориентировал летчика, что способствовало потоплению транспорта. Летая в составе экипажа гвардии капитана Смолькова, обеспечил потопление еще двух транспортов.
Дважды был ранен в боях, но несмотря на это, продолжал следить за воздухом и держать связь с землёй. 9 августа 1944 года при возвращении с боевого задания в составе экипажа гвардии старшего лейтенанта Виктора Чванова попал в катастрофу. Экипаж погиб, а стрелок-радист Грибовский чудом остался жив, но получил тяжёлые ранения. После излечения в госпитале по заключению врачей мог бы не летать, однако он вернулся в полк.
К июню 1944 года старшина А. Грибовский совершил 175 боевых вылетов. Лично сбил огнём бортового пулемёта 3 немецких самолёта и 2 в составе группы. В составе экипажей участвовал в потоплении 5-ти немецких транспортов.
19 марта 1945 года в составе экипажа гвардии майора В. А. Меркулова участвовал в атаке морского конвоя противника на траверзе города Нойкурен в Восточной Пруссии (ныне город Пионерск Калининградской области). Самолет был подбит зенитным огнём с кораблей и загорелся, но экипаж продолжил выполнение боевой задачи и уже из горящей машины точно произвёл пуск торпеды. Транспорт водоизмещением 10000 тонн был поражён и потоплен, а горящий «Бостон» упал в море. Вместе с Меркуловым погиб весь экипаж: штурман Герой Советского Союза гвардии майор А. И. Рензаев, начальник связи эскадрильи гвардии старшина А. П. Грибовский, воздушный стрелок гвардии сержант В. С. Растяпин. Вернувшиеся на базу экипажи доложили о таране.
Указом Президента Российской Федерации № 18) от 23 февраля 1998 года «за мужество и героизм, проявленные в борьбе с немецко-фашистскими захватчиками в Великой Отечественной войне 1941-1945 годов» гвардии старшине Грибовскому Александру Прокофьевичу присвоено звание Героя Российской Федерации посмертно. Этим же указом высокое звание Героев присвоено и другим членам экипажа: гвардии майору Меркулову Василию Александровичу и гвардии сержанту Растяпину Василию Сергеевичу.

## Награды
- Медаль «Золотая Звезда» Героя Российской Федерации (23.02.1998, посмертно)
- Орден Красного Знамени (приказ ККБФ № 44 от 21.07.1942)
- Орден Отечественной войны 1-й степени (приказ ККБФ № 16 от 25.06.1944)
- Орден Красной Звезды (приказ 8 КАБ от 22.05.1943)
- Медаль «За оборону Ленинграда» (вручена 13.06.1943)

## Память
- Имя Героя высечено на памятнике лётчикам Балтики на Советском проспекте в Калининграде.